# 1792年硬幣法令
1792年4月2日，美国国会通过《硬幣法令》（Coinage Act），成立美国铸币局并制订美国硬币流通制度。 法令全名为《美国硬币铸造及流通法令》（An act establishing a mint, and regulating the Coins of the United States），确定美元为美国货币单位，创建美国货币十进制系统。
法案规定，铸币局位于美国政府所在地，最初五名官员为铸币局长、分析师、主铸币师、雕刻师和司库。法案允许主铸币师和雕刻师可以由同一人担任，分析师、主铸币师和司库要向美国财政部交10,000美金保证金。

## 历史
尽管《1792年硬幣法令》部分条款随着时间推移被修正，法案主要内容在很长时间内依然有效，为之后所有法案提供基础框架。
法案最初草案规定，硬币使用总统的肖像作为正面图案，最终版本卻定为自由的象征图案。法案还规定在费城建造一栋铸币建筑，是第一座根据美国宪法建造的联邦建筑，7月31日，铸币局长戴维·里顿豪斯为建筑物奠基。
1792年5月8日，总统乔治·华盛顿签署《铜币铸造规定法》（An Act to Provide For a Copper Coinage），导致铜美分的诞生，一直延续到今天的1美分。

## 规定
《1792年硬幣法令》制订了下列硬币的标准：
| 中文名称       | 英文名称         | 面值   | 成分                                                |
| 鹰金币         | Eagles           | $10    | 2474/8格令（16.0克）纯金或270格令（17.5克）标准金   |
| 半鹰金币       | Half Eagles      | $5     | 1236/8格令（8.02克）纯金或135格令（8.75克）标准金   |
| 四分之一鹰金币 | Quarter Eagles   | $2.50  | 617/8格令（4.01克）纯金或674/8格令（4.37克）标准金  |
| 1美元硬币      | Dollars or Units | $1     | 3714/16格令（24.1克）纯银或416格令（27.0克）标准银  |
| 50美分硬币     | Half Dollars     | $0.50  | 18510/16格令（12.0克）纯银或208格令（13.5克）标准银 |
| 25美分硬币     | Quarter Dollars  | $0.25  | 9213/16格令（6.01克）纯银或104格令（6.74克）标准银  |
| 10美分硬币     | Dismes           | $0.10  | 372/16格令（2.41克）纯银或413/5格令（2.70克）标准银 |
| 5美分硬币      | Half Dismes      | $0.05  | 189/16格令（1.20克）纯银或204/5格令（1.35克）标准银 |
| 1美分硬币      | Cents            | $0.01  | 11 本尼威特（17.1克）铜                             |
| 半美分硬币     | Half Cents       | $0.005 | 51/2 本尼威特（8.55克）铜                           |

硬币包括以下特征：
- 正面为自由的象征图像，并刻有“Liberty”的字样和铸造年份。
- 金币和银币反面为鹰图案，并刻有“UNITED STATES OF AMERICA”字样。
- 铜币的反面刻有面值。

法案规定金和银的比例价值为15单位纯银等同于1单位纯金。标准金由11份纯金与1份银铜合金组成。标准银由1485份纯银和179份铜组成。
任何人都可以将金条或银条送到铸币局铸成硬币而不收取任何费用，也可以立刻将其兑换为等值的硬币。
每一块单独的用于铸造硬币的金子或银子都遵循质量控制措施，司库流出三枚硬币。每年7月的最后一个周一，在首席大法官、财政部长和审计员、国务卿和司法部长的监督下，硬币的成分被分析化验，如果硬币不符合标准，铸币局的官员就会被撤职。更严重的是，铸币局的官员和雇员会因挪用和盗窃罪处以死刑。
法案还规定了美元作为美国货币单位，联邦政府所有账目以美元、美角、美分、美文记账保存。
该法案中的1美元中所含银的成分相当于同一时期英国1/5英镑中所含银的成分，或4个先令中所含银的成分。

## 主参考资料
Nussbaum, Arthur（1937年11月），《The Law of the Dollar》，Columbia Law Review 37 (7): 1059。

## 脚注
1. ↑  Nussbaum, Arthur（1937年11月），《The Law of the Dollar》 （页面存档备份，存于），Columbia Law Review 37 (7): 1059。
2. ↑  《Federal Reserve Bank of Philadelphia: Money in Colonial Times》 （页面存档备份，存于），2016年5月1日查阅。
3. ↑  《Coinage Act of 1792》 （页面存档备份，存于），美国国会，2016年5月1日查阅。